# Systoechus leoninus
Systoechus leoninus är en tvåvingeart som beskrevs av Wray Merrill Bowden 1964. Systoechus leoninus ingår i släktet Systoechus och familjen svävflugor. Inga underarter finns listade i Catalogue of Life.